# Atletism la Jocurile Olimpice de vară din 1980 - 4x400 m (feminin)
Proba de ștafetă 4x400 de metri feminin de la Jocurile Olimpice de vară din 1980 a avut loc în perioada 31 august - 1 septembrie 1980 pe Stadionul Lujniki din Moscova.

## Recorduri
Înaintea acestei competiții, recordurile mondiale și olimpice erau următoarele:
| Record  | Țară                                                                                          | Timp    | Loc              | Data          |
| ------- | --------------------------------------------------------------------------------------------- | ------- | ---------------- | ------------- |
| Mondial | Republica Democrată Germană (Doris Maletzki, Brigitte Rohde, Ellen Streidt, Christina Lathan) | 3:19,23 | Montreal, Canada | 31 iulie 1976 |
| Olimpic | Republica Democrată Germană (Doris Maletzki, Brigitte Rohde, Ellen Streidt, Christina Lathan) | 3:19,23 | Montreal, Canada | 31 iulie 1976 |

## Rezultate

### Calificări
S-au calificat în finală primele trei echipe din fiecare serie și următoarele două echipe cu cel mai bun timp. 

#### Seria 1
| Loc | Țară                    | Atleți                                                                | Timp   |
| --- | ----------------------- | --------------------------------------------------------------------- | ------ |
| 1   | Uniunea Sovietică (URS) | Olga Mineeva, Tatiana Goișcik, Liudmila Cernova, Teteana Prorocenko   | 3:25,3 |
| 2   | Bulgaria (BUL)          | Svobodka Dameanova, Rosița Stamenova, Malena Andonova, Bonka Dimova   | 3:28,7 |
| 3   | Marea Britanie (GBR)    | Linsey MacDonald, Michelle Probert, Joslyn Hoyte-Smith, Donna Hartley | 3:29,0 |
| 4   | Jamaica (JAM)           | Ruth Williams-Simpson, Jacqueline Pusey, Cathy Rattray, Merlene Ottey | 3:31,5 |
| 5   | Italia (ITA)            | Rossana Lombardo, Agnese Possamai, Daniela Porcelli, Erika Rossi      | 3:46,2 |

#### Seria 2
| Loc | Țară                  | Atleți                                                                     | Timp   |
| --- | --------------------- | -------------------------------------------------------------------------- | ------ |
| 1   | Germania de Est (GDR) | Gabriele Löwe, Barbara Krug, Christina Lathan, Marita Koch                 | 3:28,7 |
| 2   | Polonia (POL)         | Grazyna Oliszewska, Jolanta Januchta, Elzbieta Katolik, Malgorzata Dunecka | 3:29,7 |
| 3   | Ungaria (HUN)         | Irén Orosz, Judit Forgács, Ibolya Petrika, Ilona Pál                       | 3:29,7 |
| 4   | România (ROM)         | Ibolya Korodi, Niculina Lazarciuc, Maria Samungi, Elena Tărîță             | 3:29,8 |
| 5   | Belgia (BEL)          | Lea Alaerts, Regine Berg, Anne Michel, Rosine Wallez                       | 3:30,7 |
| 6   | Nigeria (NGR)         | Gloria Ayanlaja, Kehinde Vaughan, Asele Woy, Mary Akinyemi                 | 3:36,0 |

### Finala
| Loc | Țară                    | Atleți                                                                     | Timp    |
| --- | ----------------------- | -------------------------------------------------------------------------- | ------- |
| 1   | Uniunea Sovietică (URS) | Teteana Prorocenko, Tatiana Goișcik, Nina Ziuskova, Irina Nazarova         | 3:20,12 |
| 2   | Germania de Est (GDR)   | Barbara Krug, Gabriele Löwe, Christina Lathan, Marita Koch                 | 3:20,35 |
| 3   | Marea Britanie (GBR)    | Linsey MacDonald, Michelle Probert, Joslyn Hoyte-Smith, Donna Hartley      | 3:27,5  |
| 4   | România (ROM)           | Ibolya Korodi, Niculina Lazarciuc, Maria Samungi, Elena Tărîță             | 3:27,74 |
| 5   | Ungaria (HUN)           | Irén Orosz, Judit Forgács, Éva Tóth, Ilona Pál                             | 3:27,86 |
| 6   | Polonia (POL)           | Grazyna Oliszewska, Elzbieta Katolik, Jolanta Januchta, Malgorzata Dunecka | 3:27,9  |
| 7   | Belgia (BEL)            | Lea Alaerts, Regine Berg, Anne Michel, Rosine Wallez                       | 3:31,6  |
| –   | Bulgaria (BUL)          | Svobodka Damianova, Rosița Stamenova, Malena Andonova, Bonka Dimova        | NS      |